# Pańska Góra (Beskid Niski)
Pańska Góra (559 m n.p.m.) – szczyt w Beskidzie Niskim, w południowo-zachodniej części Gniazda Jawornika. 
Stanowi zakończenie ramienia górskiego, które w masywie Kamfiniarki odgałęzia się od głównego, południowego grzbietu rozrogu Gniazda Jawornika ku zachodowi, a następnie w Bani Szklarskiej skręca na południe i przez Pańską Górę schodzi nad Jaśliska. Ma kształt wydłużonego klina lub grotu, który wbija się między dolinki potoku Chyżnego (od zachodu) i potoku Lidoszowa (od wschodu), celując w dolinę Jasiołki, której oba te potoki są dopływami.
Stoki łagodnie nachylone, słabo rozczłonkowane, w większości wylesione – pokryte łąkami i zakrzaczeniami, a w niższych partiach polami uprawnymi. Jedynie na stokach wschodnich większy zwarty kompleks leśny.